# Нордсетер
Нордсетер (норв. Nordseter) — деревня в коммуне Лиллехаммер в губернии (фюльке) Иннландет, Норвегия. Находится на высоте 850 метров над уровнем моря, в 14 км от центра города Лиллехаммер, недалеко от Шушёэна.

## История
Нордсетер и Шушёэн первоначально были общинами горных ферм, занимавшихся молочным животноводством, которые, с их легкодоступной горно-лесной местностью, превратились в лыжные курорты. В начале XX-го века здесь начали появляться первые гостевые домики для туристов и путешественников.

## Природа
Местность характеризуется участками лесов, горных хребтов и озёр. Традиционный уклад жизни с выпасом коров и коз остался для местных жителей в прошлом, однако пастбища овец и коров из Лиллехаммера по прежнему находятся здесь. Летом горы доступны на велосипеде, пешком и на лошадях.

## Спорт
Нордсетер является горнолыжным центром и курортом, находящимся в горно-лесной местности. Предлагает катание на лыжах по пересечённой местности как в лесу, так и в горах в течение нескольких месяцев — с декабря до конца марта. Слаломные трассы оборудованы подъёмниками. Летом Нордсетер также популярен среди местных жителей и туристов благодаря таким видам спорта как ходьба, катание на байдарках, езда на велосипеде, охота на мелкую дичь и рыбная ловля.